# مورون (جورجیا)
مورون، جورجیا (به انگلیسی: Morven, Georgia) یک شهر در ایالات متحده آمریکا با جمعیت ۵۶۵ نفر است که در جورجیا واقع شده‌است.

## موقعیت جغرافیایی
موقعیت جغرافیایی شهرها و مناطق اطراف به شرح زیر است: